# محمد آقایف
محمد آقایف (ارمنی: Մամեդ Աղաև؛ زادهٔ ۲۶ مهٔ ۱۹۷۶) یک کشتی‌گیر رشته آزاد روسی‌الاصل اهل ارمنستان است که در مسابقات قهرمانی کشتی اروپا ۲۰۰۳ در ریگا موفق به کسب مدال نقره شد. وی همچنین در بازی‌های المپیک تابستانی ۲۰۰۴ به رقابت پرداخت.